# Tsapatagh
Tsapatagh là một đô thị thuộc tỉnh Gegharkunik, Armenia. Dân số ước tính năm 2011 là 414 người.